# La Fortune de Sila
La Fortune de Sila est un roman de Fabrice Humbert paru le 16 août 2010 aux éditions Le Passage et ayant reçu le Grand prix RTL-Lire en 2011.

## Réception critique
Le Monde considère que ce roman est une « tentative de déchiffrement du monde » dans un contexte de la montée des néo-fascismes et des pouvoirs financiers globalisés. Ce roman montre la politique actuelle.

## Éditions et traductions
- Éditions Le Passage[3], 2010,  (ISBN 9782847421545).
- Le Livre de poche, 2012, 360 p.,  (ISBN 978-2253161714).
- (en) Sila's Fortune, éd. Serpent's Tail, 2013  (ISBN 978-1846688249).